# クレリヒュー
クレリヒュー（人物四行詩、風刺四行詩、Clerihew or Clerihew）は、きわめて独特な種類の、短くユーモラスな、ある人物についての伝記的な詩。

## 構造と形式
クレリヒューには次のような特性がある。
- 伝記的で一般に風変わりである。対象に対して、普通とは違い見方をする。大部分は有名人をからかったものである。
- 四行詩だが、行の長さは喜劇的効果のため不規則な長さである。普通、第3行・第4行が、第1行・第2行よりも長くなっている。
- 押韻構成は「AABB」である。取り上げる事柄と言い回しは押韻を作るため、ユーモラスに設計されていることが多い。
- 第1行は対象の人名だけ（あるいは、ほぼそれだけ）でできている。

Sir Humphry Davy -  (A)
Abominated gravy. - (A)
He lived in the odium - (B)
Of having discovered sodium. - (B)
大意「サー・ハンフリー・デービー/gravy（肉汁、あぶく銭）が大嫌い/非難の中に生きていた/ナトリウムを発見したことで」。

クレリヒューは風刺でも悪口でもないが、標的にされるのは有名人で、不条理あるいは陳腐な設定の中に彼らを置く。簡略化された、少し要領を得ない叙述であることが多い（『1066 and All That』（en:1066 and All That）という本の学生風のスタイルに似ている）。
アンバランスで洗練されていない韻文と行の長さはリメリックをパロディ化したものである。さらにユーロジーのパロディでもある。

## 実践者
この形式を発明したのは、E・C・ベントリー（エドマンド・クレリヒュー・ベントリー）で、「クレリヒュー」という名称もその名前に由来している。先に引用した詩はベントリーがハンフリー・ダービーの教え子だった時に作ったもので、友人たちに大受けだった。最初に印刷物にこの名前が現れたのは1928年のことである（Oxford English Dictionary）。クレリヒューは自作のクレリヒューの本を出版し続けた。
ベントリーの友人だったG・K・チェスタトーンもクレリヒューを使い、それはクレリヒュー人気の一つの要因となった。さらに、他のシリアスな作家たちもクレリヒューを使った。たとえば、W・H・オーデンがそうで、今でも作家・一般読者の間で人気のあるユーモラスな形式として残っている。